# تصادف (فیلم ۱۹۹۶)
تصادف (به انگلیسی: Crash) نام فیلمی کانادایی/بریتانیایی محصول سال ۱۹۹۶ به کارگردانی دیوید کراننبرگ و براساس رمانی به همین نام به قلم جی. جی. بالارد در سال ۱۹۷۳ است. داستان فیلم دربارهٔ گروهی است که از تصادف ماشین‌ها لذت جنسی می‌برند که می‌تواند نوع خاصی از انحراف جنسی باشد. در این فیلم جیمز اسپیدر، هالی هانتر، الیاس کوتیاس و دبورا کارا آنگر به ایفای نقش پرداخته‌اند.
فیلم پس از اکران باعث هیاهوی زیادی میان منتقدان گردید و بازتاب‌های بسیار متفاوتی گرفت. در حالی که بعضی از منتقدان فیلم را به دلیل جرأت بالا و سبک منحصربه‌فرد آن ستایش می‌کردند گروهی دیگر نقدهای تند و سختی به دلیل صحنه‌های بسیار خشن و محتوای بی‌پردهٔ جنسی دربارهٔ آن می‌نوشتند. با اینکه تصادف برای جایزه نخل طلای جشنواره کن نامزد شده بود اما در در نهایت موفق به بردن آن نشد اما جایزه هیئت داوران را برد. موسیقی متن فیلم توسط هاوارد شور نوشته شده است.

## خلاصه داستان
جیمز بالارد (جیمز اسپیدر) فیلمبرداری است که به همراه همسرش، کاترین (دبورا کارا آنگر) تصمیم گرفته است تا راه‌های تازه‌ای را برای رسیدن به ارگاسم بیازماید. آن‌ها در مرحلهٔ اول این اقدام، روابطی آزاد را آغاز می‌کنند. جیمز بالارد با دستیارش وارد رابطه می‌شود و کاترین با مردی از دوستانش، در حالی که هنوز چیزی راضی‌کننده نیست. یک شب جیمز در حال بازگشت به خانه در حال رانندگی است که با یک ماشین تصادف می‌کند. رانندهٔ ماشین-که یک متخصص امور تغذیه بوده- در دم می‌میرد. اما همسر او-هلن- زنده می‌ماند. درست پس از تصادف، گروهی ناشناس جیمز و بقایای ماشینش را به یک بیمارستان متروکه در یک فرودگاه می‌برند (که تنها جهت مداوای مصدومین سوانح هوایی طراحی شده است) و به کاترین خبر می‌دهند که به سراغ او بیاید. مسئول این اقدام مردی است به نام وان که در ابتدا به نظر پزشک یا پلیس به نظر می‌رسد، اما پس از مدتی مشخص می‌شود که سرپرست یک فرقهٔ زیرزمینی است، تشکیل شده از افرادی که پس از تصادف رانندگی و زخم برداشتن در پی تصادف به آن‌ها احساس لذت جنسی دست می‌دهد. جیمز در روز پس از مرخصی از بیمارستان با احساسی غریب رانندگی را دوباره آغاز می‌کند، و پس از آن که به هلن برخورد تلاش می‌کند تا او را به مقصدش-فرودگاه- برساند. ماشین تازهٔ جیمز (که درست مشابه قبلی است) تصادف می‌کند و جیمز و هلن در این حال با هم می‌آمیزند. هلن جیمز را به بهانهٔ تعمیر ماشین نزد وان-مرد درون بیمارستان- می‌برد. آن‌ها در یک پرفورمنس شهری با اجرای وان و کالین (پیتر مک‌نیل) و تعدادی بدلکار شرکت می‌کنند، که اقدامی است برای بازسازی تصادف‌های مشهور و مرگ‌بار تاریخ. از جمله تصادف جیمز دین. این پرفورمنس با ضربه مغزی شدن کالین و حملهٔ مأموران حمل و نقل شهری به صحنه به پایان می‌رسد. جیمز، هلن و وان کالین را به خانه‌اش می‌برند و در آن‌جا جیمز با عضور دیگرِ فرقه، زنی به نام گابریل (رزانا آرکت) و خانوادهٔ کالین آشنا می‌شود. رابطهٔ جیمز و کاترین گرم‌تر شده و کاترین پس از مدت‌ها با تصور کردن رابطهٔ بین جیمز و وان به ارگاسم می‌رسد. پس از این مدت، جیمز به تصادف معتاد می‌شود و دیگر خیابان‌های خلوت را برنمی‌تابد. اعضای گروه که به صورت موازی با یکدیگر در رابطه‌اند، مدام ماشین‌های تازه می‌خرند، سر صحنه‌های تصادف ظاهر می‌شوند و با یک‌دیگر می‌آمیزند. مردان و زنان (جیمز، هلن، گابریل و کاترین؛ وان و کاترین) و حتی مردان با مردان (جیمز و وان) و زنان با زنان (گابریل و هلن). یک روز وان تصمیم می‌گیرد با اجیر کردن یک روسپی از پارکینگ فرودگاه تجربهٔ «رابطه در حال رانندگی» را با شخصی بیرون از فرقه به اشتراک بگذارد، و جیمز از همراهی ممانعت می‌کند و به عنوان راننده از تصادف سر باز می‌زند. رابطهٔ وان و روسپی یک رابطهٔ معمولی است. وان در روز بعد جیمز را به نزد یک متخصص خالکوبی می‌برد و پس از آن که ادعا کرد یک «نبی» ست، بر ستون پشت خود، تصویر یک تصادف رانندگی و بر پشت جیمز تصویر سپر یک مرسدس‌بنز (ماشینی که نخستین بار با آن تصادف کرد) را حک می‌کند. در پایان داستان، جیمز و کاترین در یک بزرگراه به شدت تصادف می‌کنند. کاترین نیمه‌جان به کناری از اتوبان افتاده و جیمز پس از اطمینان از زنده و سالم بودن او، با او در همان حالت می‌آمیزد.

## بازیگران
- جیمز اسپیدر در نقش جیمز بالارد، فیلمبردار
- هالی هانتر در نقش هلن رمینگتون
- الیاس کوتیاس در نقش وان، سرپرست فرقه
- دبورا کارا آنگر در نقش کاترین بالارد، همسر جیمز
- رزانا آرکت در نقش گابریل، عضو فرقه
- پیتر مک‌نیل در نقش کالین سی‌گریو، دستیار وان
- یولاند جولین در نقش روسپیِ فرودگاه
- شریل شوارتز در نقش ورا سی‌گریو، همسر کالین[۴]